# Boris Gelfand
Boris Gelfand, ros. Борис Абрамович Гельфанд (ur. 24 czerwca 1968 w Mińsku) – białoruski szachista reprezentujący Izrael, arcymistrz od 1989, wicemistrz świata z 2012 roku.

## Kariera szachowa
W latach 90. siedmiokrotnie był notowany w pierwszej dziesiątce listy rankingowej FIDE. W tym czasie odniósł wiele sukcesów w prestiżowych turniejach międzynarodowych i cyklu rozgrywek o mistrzostwo świata. W 1990 roku wspólnie z Wasilijem Iwanczukiem wygrał turniej międzystrefowy w Manili, przed Viswanathanem Anandem i Nigelem Shortem. W meczach pretendentów dotarł do ćwierćfinału, w którym przegrał z Shortem.
W roku 1993 zwyciężył w następnym turnieju międzystrefowym w Biel. W drodze do finałowego meczu pretendentów pokonał Michaela Adamsa i Władimira Kramnika. W finałowym meczu przegrał jednak z Anatolijem Karpowem. W mistrzostwach świata FIDE (Groningen 1997), rozgrywanych systemem pucharowym Gelfand dotarł do półfinału, w którym został wyeliminowany przez Ananda. W kolejnych turniejach mistrzowskich awansował do IV (1999 i 2000) oraz V rundy (2001), w kolejnych latach przegrywając z Aleksandrem Chalifmanem, Aleksiejem Szyrowem i Piotrem Swidlerem.
Do największych sukcesów turniejowych Gelfanda należy I miejsce w Memoriale Alechina w Moskwie w 1992 roku (wspólnie z Anandem, przed Karpowem). W 1996 roku I miejsca w Wiedniu (wraz z Karpowem, przed Kramnikiem i Szyrowem) oraz Tilburgu (wraz z Jeroenem Piketem). Dwukrotnie (w latach 1998 i 2000) wygrywał memoriały Akiby Rubinsteina w Polanicy-Zdroju. W 1999 zwyciężył w turnieju Sigeman & Co w Malmö, w 2002 – w silnym turnieju w Cannes (wraz z Weselinem Topałowem), w 2004 – w Pampelunie, w 2005 podzielił I miejsce na Bermudach oraz zajął VI miejsce w Pucharze Świata w Chanty-Mansyjsku, po raz kolejny swojej karierze kwalifikując się do meczów pretendentów. W 2006 zwyciężył (wraz z Andrijem Wołokitinem) w Biel. W 2007 wystąpił w rozegranych w Eliście meczach pretendentów i wywalczył awans do turnieju o mistrzostwo świata w Meksyku, w którym osiągnął duży sukces, zajmując III miejsce (za Viswanathanem Anandem i Władimirem Kramnikiem). W 2009 r. zdobył Puchar Świata, natomiast w 2009 r. zwyciężył w León, w finale pokonując Lewona Aronjana. W 2011 r. zwyciężył w meczach pretendentów i w 2012 r. zmierzył się w Moskwie z Viswanathanem Anandem w meczu o mistrzostwo świata, przegrywając w stosunku 7½ – 8½. W 2013 r. zwyciężył (wspólnie z Lewonem Aronianem) w memoriale Aleksandra Alechina rozegranym w Paryżu i Petersburgu, poza tym samodzielnie zwyciężył w memoriale Michała Tala w Moskwie (wyprzedzając m.in. Magnusa Carlsena, Viswanathana Ananda i Władimira Kramnika).
Wielokrotnie reprezentował ZSRR, Białoruś i Izrael w turniejach drużynowych, m.in.:
- jedenastokrotnie na olimpiadach szachowych (w latach 1990, 1994, 1996, 2000, 2002, 2004, 2006, 2008, 2010, 2012, 2014); czterokrotny medalista: wspólnie z drużyną – złoty (1990), srebrny (2008) i brązowy (2010) oraz indywidualnie – srebrny (2008 – na I szachownicy)[22],
- dwukrotnie na drużynowych mistrzostwach świata (w latach 2005, 2010)[23],
- pięciokrotnie na drużynowych mistrzostwach Europy (w latach 1989, 1999, 2001, 2003, 2005); trzykrotny medalista: wspólnie z drużyną – złoty (1989) i dwukrotnie srebrny (2003, 2005)[24].

Najwyższy ranking w dotychczasowej karierze osiągnął 1 listopada 2013 r., z wynikiem 2777 punktów zajmował wówczas 7. miejsce na światowej liście FIDE, jednocześnie zajmując 1. miejsce wśród izraelskich szachistów.